# Eneide (tribù)
Eneide od Oineide (in greco antico: Οἰνηίς?, Oinēís) era la sesta delle dieci tribù di Atene istituite dalla riforma di Clistene, avente come eroe eponimo Eneo.

## Demi
La tribù Eneide comprendeva, come le altre, una trittia della Mesogea, una della Paralia e una dell'asty, alle quali inizialmente appartenevano 1, 8 e 4 demi, aventi rispettivamente 22, 17 e 11 buleuti, per un totale di 13 demi e 50 buleuti.
I demi calarono a 10 nel 307 a.C. e a 9 nel 224 a.C., risalirono a 12 per qualche mese nel 201 a.C., scendendo subito dopo a 11, e infine divennero 10 nel 126. Questo è l'elenco:

### Trittia della Mesogea
- Acarne

### Trittia della Paralia
- Cotocide (dal 307 a.C. Demetriade, dal 201 a.C. di nuovo Eneide)
- Oe
- File (dal 307 a.C. Demetriade, dal 201 a.C. di nuovo Eneide)
- Tria (dal 126 Adrianide)

### Trittia dell'asty
- Butade (dal 224 a.C. Tolemaide)
- Epicefisia
- Ippotomade (dal 307 a.C. Demetriade, dal 201 a.C. di nuovo Eneide)
- Laciade
- Lusia
- Peritede
- Ptelea
- Tirmide (dal 201 a.C. Attalide)